# 蛋椅
蛋椅是阿納·雅各布森在1958年為哥本哈根雷迪森SAS皇家酒店設計的一種椅子，由丹麥傢具設計公司弗里茨·漢森生產。

據說這個設計的靈感來源於埃羅·沙里寧的“子宮椅”（Womb chair）。
美國舊金山國際機場的二號航廈在登機區安裝了蛋椅。

## 外部連結
- Egg Chair Fan/Resource site （页面存档备份，存于）
- Egg Chair Resource Literature （页面存档备份，存于）